# Good Evening New York City
 Good Evening New York City ist das siebte Livealbum von Paul McCartney. Gleichzeitig ist es einschließlich der Wings-Alben, der The-Fireman-Alben, der klassischen-Alben, der Livealben und Kompilationsalben das 42. Album von Paul McCartney nach der Trennung der Beatles. Es wurde am 14. November 2009 in Europa und am 17. November 2009 in den USA veröffentlicht.

## Entstehung

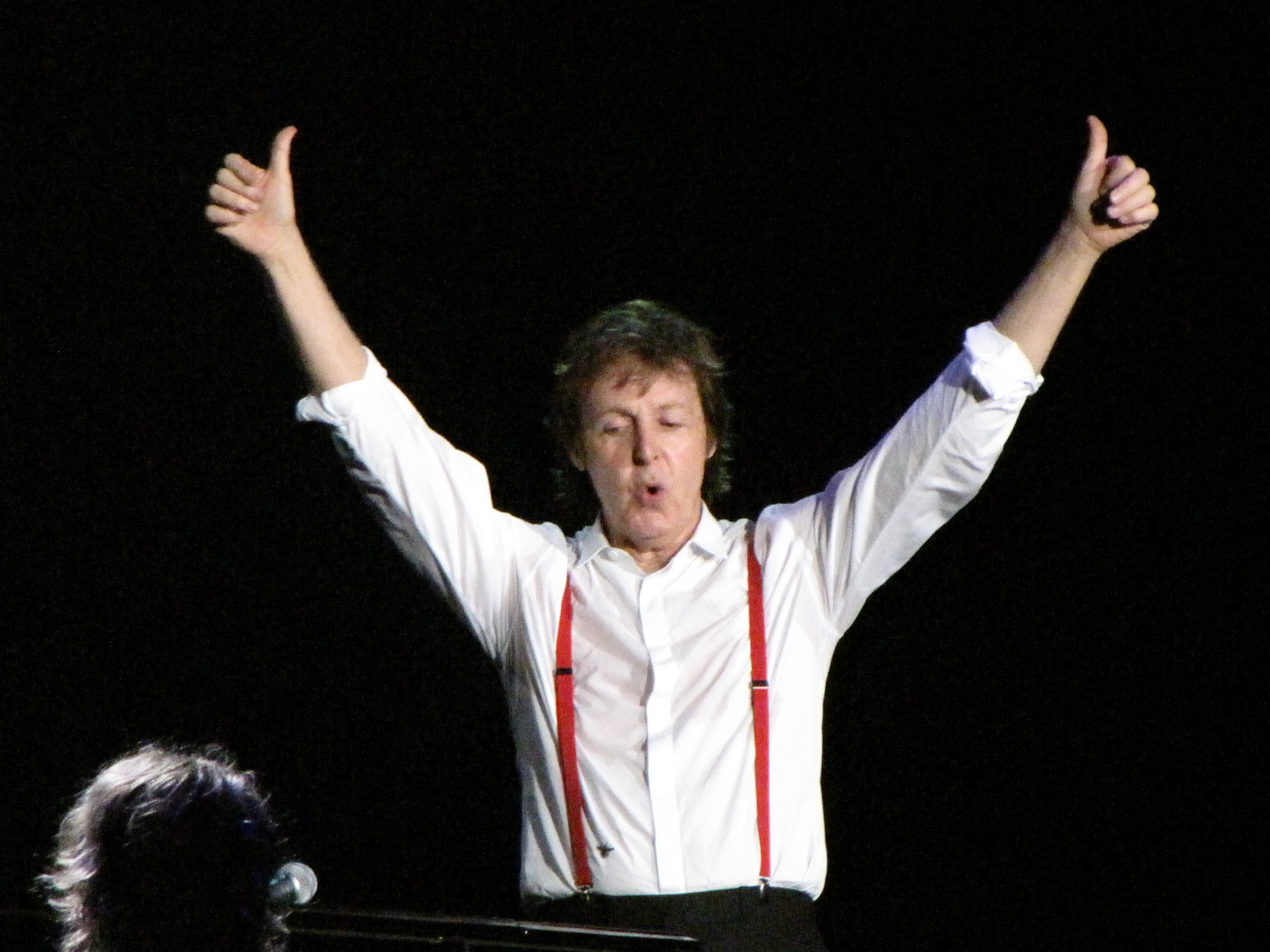
Paul McCartney bei einem Konzert im August 2009

Nach der Veröffentlichung des Albums Electric Arguments ging Paul McCartney vom 11. Juli bis zum 19. August 2009 auf Nordamerika-Tournee und gab zehn Konzerte, zusätzlich wurde vor dem Ed Sullivan Theater für die Late Show with David Letterman ein Konzert mit sieben Liedern gegeben. Die Tournee lief unter der Bezeichnung „Summer Live ’09“. Die Besetzung der Band von Paul McCartney ist seit dem Jahr 2002 konstant, die teilweise auch auf den Studioalben Driving Rain, Chaos and Creation in the Backyard sowie Memory Almost Full mitwirkten. Die Setlist der Summer Live ’09 Tour ist im Wesentlichen identisch mit dem veröffentlichten Livealbum Good Evening New York City mit folgenden Ausnahmen:
- All My Loving und Mull of Kintyre – wurde nur am 11. Juli 2009 in Halifax (Kanada) gespielt
- It’s So Easy – wurde nur am 19. August 2009 in Arlington (Texas) gespielt

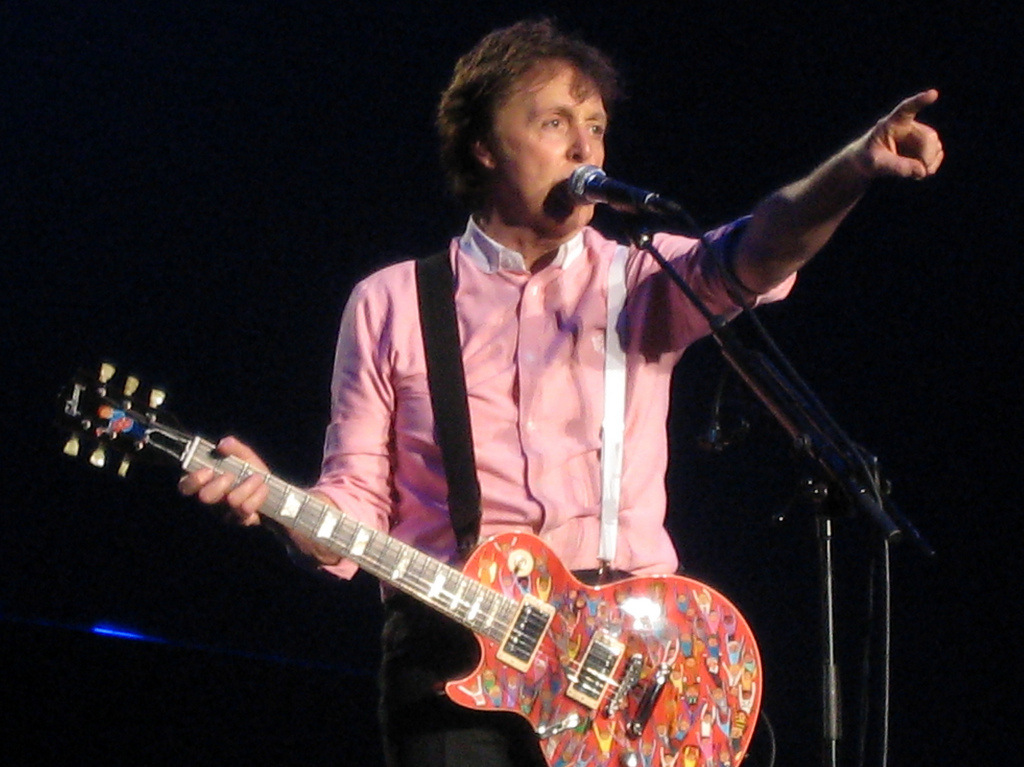
Paul McCartney, 2009

Am 17., 18. und 21. Juli 2009 gab Paul McCartney drei Konzerte im Citi Field in New York. Mehr als 180.000 Tickets für die Konzerte wurden nur wenige Stunden nach der Ankündigung der Shows verkauft. McCartney war der erste Musiker, der im Citi Field Stadium auftrat, der Heimat des Baseballteams New York Mets. Das Stadion befindet sich in der direkten Nähe zum Shea Stadium, wo die Beatles am 15. August 1965 ihre Nordamerika-Tournee vor der damaligen Rekordkulisse von 55.600 Zuschauern begannen. Am 16. und 18. Juli 2008 gab Billy Joel zwei Konzerte mit mehreren Gästen im Shea Stadium, bevor es abgerissen wurde. Einer der eingeladenen Gäste war Paul McCartney, der mit Billy Joel die Lieder I Saw Her Standing There und Let It Be sang. Die Veröffentlichung der beiden Lieder erfolgte auf dem Album und der DVD The Last Play at Shea am 21. Oktober 2010. Im Gegenzug war Billy Joel am 17. Juli 2009 Gast bei Paul McCartney und sang mit ihm erneut das Lied I Saw Her Standing There.
Die Abmischung der Lieder erfolgte von Geoff Emerick und Paul Hicks. Wie bei den Livealben Wings over America, Tripping the Live Fantastic, Back in the U.S. und Back in the World wurde Good Evening New York City als Doppel-CD veröffentlicht. Die Reihenfolge der Lieder auf der CD entspricht der Abfolge während der Konzerte. Die drei Aufführungen im Juli 2009 wurden in High Definition mit 15 Kameras unter der Regie von Paul Becher gefilmt.
Während sich auf dem Album Wings over America fünf Beatles-Lieder befinden, wurde die Anzahl bei Tripping the Live Fantastic auf 15, Back to the U.S. auf 19 und bei Back in the World auf 21 erhöht, ebenfalls 21 Beatles-Lieder befinden sich auf dem Album Good Evening New York City.
Eines der Beatles-Lieder ist die George-Harrison-Komposition Something, die Paul McCartney zur Erinnerung an den im November 2001 verstorbenen George Harrison spielte. McCartney begleitete sich dabei auf einer Ukulele, einem Lieblingsinstrument von Harrison. Zur Erinnerung an John Lennon spielte Paul McCartney das Medley A Day in the Life / Give Peace a Chance sowie das Lied Here Today als Hommage.
Erstmals spielte Paul McCartney Lieder von The Fireman: Sing the Changes und Highway. Das Album wurde nicht als Vinyl-Langspielplatte veröffentlicht.
Für das Lied Helter Skelter erhielt Paul McCartney 2011 einen Grammy in der Kategorie Best Solo Rock Vocal Performance. Vom 2. bis zum 22. Dezember 2009 folgte eine Europa-Tournee unter der Bezeichnung Good Evening Europe Tour mit acht Konzerten.

## Covergestaltung
Das Cover wurde von Julian House von der Firma Intro gestaltet. Die Fotos des Covers und die des CD-Begleitheftes stammen von Bill Bernstein, Brantley Guitierrez und Lloyd Bishop. Das 16-seitiges Begleitheft enthält Information zum Album und zum Konzert. Die CDs/DVD der Standardversion befinden sich in einem zweifach aufklappbaren Pappcover, das sich wiederum in einer Papphülle befindet.

## Titelliste

### CD
CD 1
1. Drive My Car (Lennon/McCartney) – 2:25
The-Beatles-Single aus dem Jahr 1965
2. Jet (Paul McCartney/Linda McCartney) – 4:20
vom Wings-Album Band on the Run
3. Only Mama Knows (Paul McCartney) – 3:41
vom McCartney-Album Memory Almost Full
4. Flaming Pie (Paul McCartney) – 2:29
vom McCartney-Album Flaming Pie
5. Got to Get You into My Life (Lennon/McCartney) – 2:51
vom The-Beatles-Album Revolver
6. Let Me Roll It (mit Teilen des Jimi-Hendrix-Liedes Foxy Lady) (Paul McCartney/Linda McCartney) – 5:51
vom Wings-Album Band on the Run
7. Highway (Paul McCartney) – 3:55
vom The Fireman-Album Electric Arguments
8. The Long and Winding Road (Lennon/McCartney) – 3:41
vom The-Beatles-Album Let It Be
9. My Love (Paul McCartney/Linda McCartney) – 3:53
vom Wings-Album Red Rose Speedway
10. Blackbird (Lennon/McCartney) – 2:43
vom The-Beatles-Album The BEATLES
11. Here Today (Paul McCartney) – 2:32
vom McCartney-Album Tug of War
12. Dance Tonight (Paul McCartney) – 3:02
vom McCartney-Album Memory Allmost Full
13. Calico Skies (Paul McCartney) – 2:39
vom McCartney-Album Flaming Pie
14. Mrs Vandebilt (Paul McCartney/Linda McCartney) – 4:40
vom Wings-Album Band on the Run
15. Eleanor Rigby (Lennon/McCartney) – 2:25
vom The-Beatles-Album Revolver
16. Sing the Changes (Paul McCartney) – 4:17
vom The-Fireman-Album Electric Arguments
17. Band on the Run (Paul McCartney/Linda McCartney) – 5:16
vom Wings-Album Band on the Run

CD 2
1. Back in the U.S.S.R. (Lennon/McCartney) – 3:08
vom The-Beatles-Album The BEATLES
2. I’m Down (Lennon/McCartney) – 2:23
The-Beatles-Single-B-Seite von Help! aus dem Jahr 1965
3. Something (George Harrison) – 4:07
vom The-Beatles-Album Abbey Road
4. I’ve Got a Feeling (Lennon/McCartney) – 5:51
vom The-Beatles-Album Let It Be
5. Paperback Writer (Lennon/McCartney) – 3:29
The-Beatles-Single aus dem Jahr 1966
6. A Day in the Life (Lennon/McCartney) / Give Peace a Chance (Lennon/McCartney) – 5:44
vom The-Beatles-Album  Sgt. Pepper’s Lonely Hearts Club Band / John-Lennon-Single aus dem Jahr 1969
7. Let It Be (Lennon/McCartney) – 3:55
vom The-Beatles-Album Let It Be
8. Live and Let Die (Paul McCartney/Linda McCartney) – 3:14
Wings-Single aus dem Jahr 1973
9. Hey Jude (Lennon/McCartney) – 7:23
The-Beatles-Single aus dem Jahr 1968
10. Day Tripper (Lennon/McCartney) – 3:12
The-Beatles-Single aus dem Jahr 1965
11. Lady Madonna (Lennon/McCartney) – 2:33
The-Beatles-Single aus dem Jahr 1968
12. I Saw Her Standing There (mit Billy Joel) (Lennon/McCartney) – 3:09
vom The-Beatles-Album Please Please Me
13. Yesterday (Lennon/McCartney) – 2:17
vom Beatles-Album  Help!
14. Helter Skelter (Lennon/McCartney) – 3:53
vom The-Beatles-Album The BEATLES
15. Get Back (Lennon/McCartney) – 4:00
vom The-Beatles-Album Let It Be
16. Sgt. Pepper’s Lonely Hearts Club Band (Reprise) (Lennon/McCartney) / The End (Lennon/McCartney) – 4:28
von den The-Beatles-Alben  Sgt. Pepper’s Lonely Hearts Club Band  und  Abbey Road

### DVD
Die DVD hat eine 5.1-Abmischung.
| 1. Drive My Car 2. Jet 3. Only Mama Knows 4. Flaming Pie 5. Got to Get You into My Life 6. Let Me Roll It 7. Highway 8. The Long and Winding Road 9. My Love 10. Blackbird 11. Here Today 12. Dance Tonight 13. Calico Skies 14. Mrs Vandebilt 15. Eleanor Rigby 16. Sing the Changes | 1. Band on the Run 2. Back in the USSR 3. I’m Down 4. Something 5. I’ve Got a Feeling 6. Paperback Writer 7. A Day In The Life / Give Peace A Chance 8. Let It Be 9. Live and Let Die 10. Hey Jude 11. Day Tripper 12. Lady Madonna 13. I Saw Her Standing There (mit Billy Joel) 14. Yesterday 15. Helter Skelter 16. Get Back 17. Sgt. Pepper’s Lonely Hearts Club Band (reprise) / The End |

### Deluxe Edition-Bonus DVD
Die beiden CDs und die beiden DVDs der Deluxe-Edition sind in einem rechteckigen Hardcoverbuch (19,5 cm × 14 cm) eingebettet, das bebilderte Buch enthält 36 Seiten. Die Deluxe-Edition enthält zusätzlich zu den oben aufgeführten beiden CDs und der Standard-DVD noch eine zusätzliche DVD mit folgendem Inhalt:
- Live on the Late Show with David Letterman

1. Get Back
2. Sing the Changes
3. Coming Up
4. Band on the Run
5. Let Me Roll It
6. Helter Skelter
7. Back in the USSR

- Good Evening People (Audience Documentary Film)
- I’m Down (Full Performance)

## Wiederveröffentlichungen
- Die CD wurde bisher nicht neu remastert.

## Single-Auskopplungen
Aus dem Album wurde keine Single ausgekoppelt.

## Promotionveröffentlichungen
In den USA und Europa wurde im November 2009 der Promotion-Album-Sampler Good Evening New York City mit folgenden Liedern veröffentlicht: Sing the Changes (live) / I’ve Got a Feeling (live) / Live and Let Die (live)
In Frankreich erschien die Promotionsingle-CD Highway.

## Kommerzieller Erfolg

### Chartplatzierungen
Das Album erreichte Platz 18 in den japanischen und Platz 8 in den norwegischen Charts.
| ChartsChartplatzierungen       | Höchstplatzierung | Wochen |
| ------------------------------ | ----------------- | ------ |
| Deutschland (GfK)              | 54 (5 Wo.)        | 5      |
| Vereinigte Staaten (Billboard) | 16 (10 Wo.)       | 10     |
| Vereinigtes Königreich (OCC)   | 28 (4 Wo.)        | 4      |

### Auszeichnungen für Musikverkäufe
| Land/Region                  | Auszeichnungen für Musikverkäufe (Land/Region, Auszeichnung, Verkäufe) | Verkäufe |
| ---------------------------- | ---------------------------------------------------------------------- | -------- |
| Vereinigte Staaten (RIAA)    | Gold                                                                   | 500.000  |
| Vereinigtes Königreich (BPI) | Silber                                                                 | 60.000   |
| Insgesamt                    | 1× Silber · 1× Gold ·                                                  | 560.000  |

Hauptartikel: Paul McCartney/Auszeichnungen für Musikverkäufe